# Круглов, Виктор Михайлович
Ви́ктор Миха́йлович Кругло́в (19 января 1955, Подольск, Московская область) — советский футболист, защитник. За московское Торпедо сыграл 231 матч. Игрок сборной СССР. Мастер спорта международного класса (1976).
Дипкурьер МИДа — с 1989 года.

## Выступления
- «Торпедо» Москва (1972—1981, 1984—1988)
- ЦСКА (1982—1983)

За сборную СССР сыграл 4 матча. Первый матч провёл 28 ноября 1976 года против Аргентины (0:0). Последний матч провёл 30 апреля 1977 года против Венгрии (1:2). Также сыграл в одном неофициальном матче 7 мая 1980 года против ГДР (2:2).

## Достижения
- Чемпион СССР 1976 года (осень).
- Обладатель Кубка СССР 1986 года.
- Чемпион Европы среди молодёжных команд (1976 год)